# Landsmeerderdijk
De Landsmeerderdijk is een dijk en straat in Amsterdam-Noord.
Het is het gedeelte van de Waterlandse Zeedijk dat vroeger in de gemeente Landsmeer lag. In 1966 werd het zuidelijke deel van die gemeente, tot en met de Ringweg A10, bij Amsterdam gevoegd, inclusief de buurtschap Kadoelen en het Landsmeerse deel van de voormalige zeedijk. Zuidoostelijk ligt de Buiksloterdijk en westelijk de Oostzanerdijk. Aan de dijk is het Gemaal Kadoelen gelegen.